# Agapophytus asprolepidotos
Agapophytus asprolepidotos är en tvåvingeart som beskrevs av Shaun L. Winterton och Irwin 2001. Agapophytus asprolepidotos ingår i släktet Agapophytus och familjen stilettflugor. Inga underarter finns listade i Catalogue of Life.